# Göte Hagström
Ernst Göte Hagström (Gagnef, Dalarna; 7 de septiembre de 1918-Kvarnsveden, Borlänge; 5 de octubre de 2014) fue un atleta sueco, especialista en la prueba de 3000 m obstáculos en la que llegó a ser medallista de bronce olímpico en 1948.

## Carrera deportiva
En los JJ. OO. de Londres 1948 ganó la medalla de bronce en los 3000 m obstáculos, corriéndolos en un tiempo de 9:11.8 segundos, llegando a meta tras sus compatriotas Tore Sjöstrand y Erik Elmsäter (plata).